# 유로비전 댄스 콘테스트
유로비전 댄스 콘테스트(Eurovision Dance Contest)는 2007년과 2008년에 개최된 댄스 대회이다.